# Табалонг (река)
Табало́нг (индон. Tabalong) — река на индонезийской территории острова Калимантан. Протекает в пределах провинции Южный Калимантан. Служит главной составляющей более крупной реки Нега́ра, которая, в свою очередь, является притоком реки Барито, впадающей в Яванское море.
Длина — 75 км, площадь водосборного бассейна — около 736 км². С начала XXI века вода в реке подвергается значительному загрязнению в результате работ по добыче золота, проводимых на её берегах.

## Гидрография
Истоки находятся на северо-западных склонах нагорья Мератус, которое расположено в юго-восточной части Калимантана. Табалонг образуется на северной окраине населённого пункта Танджунг, административного центра округа Табалонг провинции Южный Калимантан, при слиянии двух небольших рек, сопоставимых по длине и водности: Табалонг-Ка́нан и Табалонг-Ки́ва (также известна как Табалонг-Ки́ри) — их названия переводятся с индонезийского и банджарского языков, соответственно, как «правый Табалонг» и «левый Табалонг».
В верхнем и среднем течении река, протекая по холмистой местности, образует множество излучин. В нижнем течении представляет собой классическую равнинную реку. Принимает несколько притоков. В черте города Амунтай, административного центра округа Северный Хулу-Сунгаи той же провинции, сливаясь с меньшей по длине и водности рекой Баланган, образует реку Негара, которая, в свою очередь, служит притоком реки Барито, впадающей в Яванское море.
Длина Табалонга составляет около 75 км. Ширина в нижнем течении достигает 60 метров. Площадь водосборного бассейна — 735,81 км². Расход воды подвержен весьма значительным сезонным колебаниям. Своего пика — 209,1 м/с — он достигает в апреле, когда в регионе выпадает максимальное количество осадков, а самой низкой отметки — 25,8 м/с — в сентябре, традиционно наиболее засушливом в этой местности. Усреднённый дебит определён в объёме 124,5 м/с.
В весенние, дождливые месяцы Табалонг широко разливается, в результате чего в среднем и нижнем течении значительные прибрежные территории затапливаются паводковыми водами. Наводнениям систематически подвергаются десятки деревень, расположенных на берегах реки. В Амунтае, где Табалонг сливается с Баланганом, его разливы периодически приобретают разрушительный характер и приводят к человеческим жертвам.

## Хозяйственное освоение
Табалонг является главной водной артерией одноимённого округа провинции Южный Калимантан, на территорию которого приходится основной отрезок её русла. Исторически жизнедеятельность значительной части населения этой территории тесно связана с этой рекой: она, в частности, служит важнейшим источником пресной воды и основной рыболовной акваторией. Местными жителями здесь ведётся систематический лов анабаса, пятнистого, змеевидного и целующегося гурами, различных видов змееголовых.
Река официально считается судоходной. В различных местах через Табалонг наведены мосты, некоторые из которых, по оценкам местных властей, находятся в аварийном состоянии. Координацией хозяйственной деятельности на прилегающих к Табалонгу территориях ведает учрежденный министерством лесного хозяйства Индонезии Совет по управлению районом бассейна Барито (индон. Balai Pengelolaan Daerah Aliran Sungai Barito), в обязанности которого, помимо прочего, входит мониторинг состояния окружающей среды.
По оценкам специалистов, с начала 2000-х годов экологическая обстановка в бассейне реки развивается в неблагоприятном направлении. Наибольшую угрозу в этом плане представляет загрязнение вод Табалонга ртутью, активно используемой при добыче золота, ведущейся в северной части округа Табалонг. По состоянию на 2010 год концентрация ртути в речной воде достигла опасного уровня — 0,1 мг/м³. Кроме того, отмечается повышение содержания соединений других тяжёлых металлов в воде и донных отложениях реки, однако их концентрация считается безопасной. Ещё одним негативным последствием хозяйственной деятельности человека является постоянный рост объёмов бытовых отходов, сбрасываемых в Табалонг, и, как следствие, ускоренное размножение в воде болезнетворной микрофлоры — прежде всего, кишечной палочки.